# Steve Abbott
Stephen Abbott (Broken Hill, 24 marzo 1956) è un attore, personaggio televisivo, scrittore e cantante australiano.
Faceva parte della band The Castanet Club con altri come Mikey Robins, Angela Moore e Maynard F# Crabbes. Era noto anche con lo pseudonimo The Sandman.

## Opere
- The Sandman (1995), Sandman's Advice to the Unpopular, ABC books, ISBN 978-0-7333-0450-7.
- The Sandman (1996), This Is My Surfboard, ABC books, ISBN 0-7333-0534-2.
- Observations from a Moving Vehicle (1998), ABC Books, ISBN 0-7333-0579-2
- Big Man's World (1998) con Tony Squires e Mikey Robins
- Pleasant Avenue (1999), ABC Books, ISBN 0-7333-0686-1
- 204 Bell Street (2000)
- Sandman's Uncertain Years (2001)
- Diary of a Bus Clown (2002)
- Sandman in Siberia (2005), ABC books, ISBN 978-0-7333-1480-3.

## Filmografia

### Cinema
- Einstein Junior (Young Einstein), regia di Yahoo Serious (1988)
- The Castanet Club, regia di Neil Armfield (1991)
- Figli della rivoluzione (Children of the Revolution), regia di Peter Duncan (1996)
- Newcastle in Focus, regia di Steve Abbott (2001)
- You Can't Stop the Murders, regia di Anthony Mir (2003)
- The Scree, regia di Paul McDermott (2004)
- He. She. It., regia di John Alsop (2008)

### Serie TV
- The Comedy Sale – serie TV, episodi 1x01-1x02-1x03 (1993)
- Good News Weekend – serie TV, 10 episodi (1998)
- GNW Night Lite (1999)
- The Fat (2000)
- The Sideshow – serie TV, episodi 1x18, 1x25 (2007)

## Discografia
- This is my Surfboard, messo in vendita simultaneamente al video
- 204 Bell St
- Pleasant Avenue
- Johnny Goodman (1988)
- Showbag by The Musical Flags (1981)